# Campeonato Sul-Americano de Atletismo de 2009 - Resultados
Esses foram os resultados do Campeonato Sul-Americano de Atletismo de 2009 que ocorreu de 19 a 21 de junho de 2009 na Villa Deportiva Nacional, em Lima, no Peru. 

## Resultado masculino

### 100 metros
| Posição | Bateria | Atleta               | Nacionalidade | Tempo | Notas  |
| ------- | ------- | -------------------- | ------------- | ----- | ------ |
| 1       | 1       | Kael Becerra         | Chile         | 10.51 | Q      |
| 2       | 2       | Alonso Edward        | Panamá        | 10.52 | Q      |
| 3       | 1       | Lee Prowell          | Guiana        | 10.55 | Q      |
| 4       | 1       | José Carlos Moreira  | Brasil        | 10.56 | q      |
| 5       | 1       | Jermaine Chirinos    | Venezuela     | 10.62 | q      |
| 6       | 3       | Daniel Grueso        | Colômbia      | 10.68 | Q      |
| 7       | 2       | Franklin Nazareno    | Equador       | 10.74 | Q      |
| 8       | 3       | Jurgen Themen        | Suriname      | 10.77 |        |
| 9       | 2       | Matías Usandivaras   | Argentina     | 10.79 |        |
| 10      | 2       | Álvaro Cassiani      | Venezuela     | 10.82 |        |
| 11      | 3       | Miguel Wilken        | Argentina     | 10.88 |        |
| 12      | 2       | Michael Saul         | Guiana        | 10.90 |        |
| 13      | 3       | Luis Morán           | Equador       | 11.02 |        |
| 14      | 1       | Juan Carlos Flores   | Peru          | 11.04 |        |
| 15      | 2       | Robert Borja         | Peru          | 11.08 |        |
| 16      | 1       | Fernando Covarrubias | Bolívia       | 11.30 |        |
| 17      | 3       | Javier Valenzuela    | Bolívia       | 11.74 |        |
| 18      | 3       | Jorge Célio Sena     | Brasil        | DSQ   | Doping |

| Posição           | Raia | Atleta              | Nacionalidade | Tempo | Notas  |
| ----------------- | ---- | ------------------- | ------------- | ----- | ------ |
| Medalha de ouro   | 5    | Alonso Edward       | Panamá        | 10.29 |        |
| Medalha de prata  | 7    | Daniel Grueso       | Colômbia      | 10.39 |        |
| Medalha de bronze | 6    | José Carlos Moreira | Brasil        | 10.49 |        |
| 4                 | 4    | Kael Becerra        | Chile         | 10.50 |        |
| 5                 | 3    | Lee Prowell         | Guiana        | 10.60 |        |
| 6                 | 2    | Jermaine Chirinos   | Venezuela     | 10.63 |        |
| 7                 | 1    | Franklin Nazareno   | Equador       | 10.76 |        |
| 8                 | 8    | Jorge Célio Sena    | Brasil        | DSQ   | Doping |

### 200 metros
| Posição | Bateria | Atleta             | Nacionalidade | Tempo | Notas  |
| ------- | ------- | ------------------ | ------------- | ----- | ------ |
| 1       | 1       | Alonso Edward      | Panamá        | 20.82 | Q      |
| 2       | 3       | Hugo de Sousa      | Brasil        | 21.44 | Q      |
| 3       | 2       | Daniel Grueso      | Colômbia      | 21.45 | Q      |
| 4       | 1       | Kael Becerra       | Chile         | 21.48 | Q      |
| 5       | 3       | Fabian Jiménez     | Argentina     | 21.52 | Q      |
| 6       | 2       | Jurgen Themen      | Suriname      | 21.66 | q      |
| 7       | 1       | Lee Prowell        | Guiana        | 21.67 | q      |
| 8       | 3       | Franklin Nazareno  | Equador       | 21.70 |        |
| 9       | 2       | Arturo Ramírez     | Venezuela     | 21.75 |        |
| 10      | 1       | Federico Ruiz      | Argentina     | 21.76 |        |
| 11      | 3       | Lannyn Cubillán    | Venezuela     | 22.13 |        |
| 12      | 3       | Michael Saul       | Guiana        | 22.50 |        |
| 13      | 2       | Leonardo Camargo   | Bolívia       | 22.59 |        |
| 14      | 3       | Juan Carlos Flores | Peru          | 22.61 |        |
| 15      | 1       | Luis Morán         | Equador       | 22.67 |        |
| 16      | 2       | Robert Borja       | Peru          | 22.92 |        |
| 17      | 2       | Bruno de Barros    | Brasil        | DSQ   | Doping |

| Posição           | Raia | Atleta          | Nacionalidade | Tempo | Notas  |
| ----------------- | ---- | --------------- | ------------- | ----- | ------ |
| Medalha de ouro   | 4    | Alonso Edward   | Panamá        | 20.45 |        |
| Medalha de prata  | 3    | Hugo de Sousa   | Brasil        | 20.92 |        |
| Medalha de bronze | 2    | Kael Becerra    | Chile         | 21.32 |        |
| 4                 | 7    | Fabian Jiménez  | Argentina     | 21.35 |        |
| 5                 | 8    | Lee Prowell     | Guiana        | 21.88 |        |
| 6                 | 5    | Bruno de Barros | Brasil        | DSQ   | Doping |
| 7                 | 1    | Jurgen Themen   | Suriname      | DNF   |        |
| 8                 | 1    | Daniel Grueso   | Colômbia      | DNS   |        |

### 400 metros
| Posição | Bateria | Atleta               | Nacionalidade | Tempo | Notas |
| ------- | ------- | -------------------- | ------------- | ----- | ----- |
| 1       | 1       | Andrés Silva         | Uruguai       | 46.98 | Q     |
| 2       | 2       | Freddy Mezones       | Venezuela     | 47.00 | Q     |
| 3       | 1       | Geiner Mosquera      | Colômbia      | 47.04 | Q     |
| 4       | 2       | Eduardo Vasconcelos  | Brasil        | 47.06 | Q     |
| 5       | 1       | Luís Ambrosio        | Brasil        | 47.56 | Q     |
| 6       | 2       | Pablo Navarrete      | Chile         | 47.76 | Q     |
| 7       | 2       | John Valoyes         | Colômbia      | 47.83 | q     |
| 8       | 1       | Said Boni            | Venezuela     | 48.25 | q     |
| 9       | 1       | Rodrigo Montoya      | Peru          | 48.28 |       |
| 10      | 2       | Matias Larregle      | Argentina     | 48.35 |       |
| 11      | 1       | Juan Eduardo López   | Chile         | 48.37 |       |
| 12      | 2       | Julio Alfredo Pérez  | Peru          | 48.61 |       |
| 13      | 1       | José Arce            | Equador       | 49.66 |       |
| 14      | 1       | Fernando Covarrubias | Bolívia       | 50.60 |       |
| 15      | 2       | Evans Pinto          | Bolívia       | 50.61 |       |

| Posição           | Raia | Atleta              | Nacionalidade | Tempo | Notas |
| ----------------- | ---- | ------------------- | ------------- | ----- | ----- |
| Medalha de ouro   | 4    | Andrés Silva        | Uruguai       | 46.06 |       |
| Medalha de prata  | 5    | Freddy Mezones      | Venezuela     | 46.28 |       |
| Medalha de bronze | 3    | Geiner Mosquera     | Colômbia      | 46.28 |       |
| 4                 | 6    | Eduardo Vasconcelos | Brasil        | 47.22 |       |
| 5                 | 2    | Luís Ambrosio       | Brasil        | 47.26 |       |
| 6                 | 7    | Pablo Navarrete     | Chile         | 47.52 |       |
| 7                 | 1    | John Valoyes        | Colômbia      | 48.25 |       |
| 8                 | 8    | Said Boni           | Venezuela     | 48.62 |       |

### 800 metros
21 de junho
| Posição           | Atleta              | Nacionalidade | Tempo   | Notas |
| ----------------- | ------------------- | ------------- | ------- | ----- |
| Medalha de ouro   | Fabiano Peçanha     | Brasil        | 1:47.82 |       |
| Medalha de prata  | Kléberson Davide    | Brasil        | 1:49.33 |       |
| Medalha de bronze | Nico Herrera        | Venezuela     | 1:49.53 |       |
| 4                 | Leonardo Price      | Argentina     | 1:50.75 |       |
| 5                 | Andy Muñoz          | Chile         | 1:50.88 |       |
| 6                 | Julio Alfredo Pérez | Peru          | 1:51.49 |       |
| 7                 | Evans Pinto         | Bolívia       | 1:52.16 |       |
| 8                 | Féderico Padilla    | Colômbia      | 1:52.19 |       |
| 9                 | Mauricio Valdivia   | Chile         | 1:53.07 |       |
| 10                | Rodrigo Montoya     | Peru          | 1:53.14 |       |

### 1.500 metros
19 de junho
| Posição           | Atleta            | Nacionalidade | Tempo   | Notas            |
| ----------------- | ----------------- | ------------- | ------- | ---------------- |
| Medalha de ouro   | Byron Piedra      | Equador       | 3:41.81 |                  |
| Medalha de prata  | Hudson de Souza   | Brasil        | 3:42.72 |                  |
| Medalha de bronze | Eduar Villanueva  | Venezuela     | 3:43.23 |                  |
| 4                 | Mario Bazán       | Peru          | 3:43.68 | Recorde nacional |
| 5                 | Nico Herrera      | Venezuela     | 3:45.12 |                  |
| 6                 | Jeferson Peña     | Colômbia      | 3:45.35 |                  |
| 7                 | Iván López        | Chile         | 3:47.75 |                  |
| 8                 | Eder da Silva     | Brasil        | 3:48.60 |                  |
| 9                 | Mauricio Valdivia | Chile         | 3:51.35 |                  |
| 10                | Paulo Buenaño     | Equador       | 4:07.09 |                  |
| 11 !              | Leonardo Price    | Argentina     | DNF     |                  |

### 5.000 metros
21 de junho
| Posição           | Atleta                  | Nacionalidade | Tempo    | Notas |
| ----------------- | ----------------------- | ------------- | -------- | ----- |
| Medalha de ouro   | Byron Piedra            | Equador       | 13:56.93 |       |
| Medalha de prata  | Mario Bazán             | Peru          | 13:57.37 |       |
| Medalha de bronze | Damião de Souza         | Brasil        | 13:57.94 |       |
| 4                 | Jeferson Peña           | Colômbia      | 13:57.95 |       |
| 5                 | Miguel Barzola          | Argentina     | 14:00.08 |       |
| 6                 | Jhon Cusi               | Peru          | 14:12.51 |       |
| 7                 | Jonathan Monje          | Chile         | 14:31.91 |       |
| 8                 | Alexander de los Santos | Uruguai       | 14:41.32 |       |
| 9                 | Iván López              | Chile         | 14:42.61 |       |
| 10                | Paulo Buenaño           | Equador       | 14:45.94 |       |
| 11                | Eduardo Aruquipa        | Bolívia       | 14:58.25 |       |
| 12 !              | Martín Cuestas          | Uruguai       | DNF      |       |

### 10.000 metros
20 de junho
| Posição           | Atleta                  | Nacionalidade | Tempo    | Notas |
| ----------------- | ----------------------- | ------------- | -------- | ----- |
| Medalha de ouro   | Damião de Souza         | Brasil        | 29:23.57 |       |
| Medalha de prata  | Miguel Barzola          | Argentina     | 29:23.62 |       |
| Medalha de bronze | Jhon Cusi               | Peru          | 29:40.05 |       |
| 4                 | Franklin Tenorio        | Equador       | 29:41.60 |       |
| 5                 | Serapio Galindo         | Peru          | 30:18.38 |       |
| 6                 | Miguel Almachi          | Equador       | 30:19.63 |       |
| 7                 | Raúl Mora               | Chile         | 30:30.23 |       |
| 8                 | Alexander de los Santos | Uruguai       | 30:42.72 |       |
| 9                 | Jonathan Monje          | Chile         | 30:50.89 |       |
| 10                | Pedro Mora              | Venezuela     | 31:49.43 |       |
| 11                | Eduardo Aruquipa        | Bolívia       | DNF      |       |
| 11                | Daniel da Silva         | Brasil        | DNF      |       |

### 110 metros barreiras
| Posição | Bateria | Atleta           | Nacionalidade | Tempo | Notas |
| ------- | ------- | ---------------- | ------------- | ----- | ----- |
| 1       | 2       | Paulo Villar     | Colômbia      | 13.83 | Q     |
| 2       | 2       | Eder Souza       | Brasil        | 13.93 | Q     |
| 3       | 1       | Anselmo da Silva | Brasil        | 14.23 | Q     |
| 4       | 1       | Jonathan Davis   | Venezuela     | 14.45 | Q     |
| 5       | 1       | Mariano Romero   | Argentina     | 14.52 | Q     |
| 6       | 2       | Francisco Castro | Chile         | 14.65 | Q     |
| 7       | 1       | Ernesto Stanley  | Paraguai      | 15.16 | q     |
| 8       | 2       | John Tamayo      | Equador       | 15.22 | q     |
| 9       | 2       | Juan Castillo    | Peru          | 15.32 |       |
| 10      | 1       | Javier McFarlane | Peru          | 15.51 |       |

| Posição           | Raia | Atleta           | Nacionalidade | Tempo | Notas |
| ----------------- | ---- | ---------------- | ------------- | ----- | ----- |
| Medalha de ouro   | 4    | Paulo Villar     | Colômbia      | 13.89 |       |
| Medalha de prata  | 5    | Eder Souza       | Brasil        | 13.97 |       |
| Medalha de bronze | 3    | Anselmo da Silva | Brasil        | 14.12 |       |
| 4                 | 7    | Francisco Castro | Chile         | 14.51 |       |
| 5                 | 6    | Jonathan Davis   | Venezuela     | 14.56 |       |
| 6                 | 2    | Mariano Romero   | Argentina     | DSQ   | FS    |
| 6                 | 8    | John Tamayo      | Equador       | DSQ   | FS    |
| 7                 | 1    | Ernesto Stanley  | Paraguai      | DNS   |       |

### 400 metros barreiras
| Posição | Bateria | Atleta                 | Nacionalidade | Tempo | Notas |
| ------- | ------- | ---------------------- | ------------- | ----- | ----- |
| 1       | 2       | Raphael Fernandes      | Brasil        | 51.59 | Q     |
| 2       | 1       | Mahau Suguimati        | Brasil        | 51.74 | Q     |
| 3       | 1       | Andrés Silva           | Uruguai       | 51.78 | Q     |
| 4       | 2       | Amílcar Torres         | Colômbia      | 51.79 | Q     |
| 5       | 1       | Yeison Rivas           | Colômbia      | 51.81 | Q     |
| 6       | 2       | Gustavo Gutiérrez      | Chile         | 52.38 | Q     |
| 7       | 1       | José Ignacio Pignataro | Argentina     | 52.66 | q     |
| 8       | 1       | Víctor Solarte         | Venezuela     | 54.14 | q     |
| 9       | 1       | John Tamayo            | Equador       | 55.42 |       |
| 10      | 1       | Hugo Vilca             | Peru          | 56.45 |       |
| 11      | 2       | José Carlos Vilca      | Peru          | 56.53 |       |
| 12      | 2       | Paulo Mejia            | Bolívia       | 57.92 |       |
| 13      | 2       | Christian Deymonnaz    | Argentina     | DNS   |       |

| Posição           | Raia | Atleta                 | Nacionalidade | Tempo | Notas |
| ----------------- | ---- | ---------------------- | ------------- | ----- | ----- |
| Medalha de ouro   | 3    | Andrés Silva           | Uruguai       | 50.28 |       |
| Medalha de prata  | 4    | Raphael Fernandes      | Brasil        | 50.42 |       |
| Medalha de bronze | 2    | Yeison Rivas           | Colômbia      | 50.87 |       |
| 4                 | 5    | Mahau Suguimati        | Brasil        | 51.50 |       |
| 5                 | 6    | Amílcar Torres         | Colômbia      | 51.93 |       |
| 6                 | 8    | Víctor Solarte         | Venezuela     | 53.08 |       |
| 7                 | 1    | José Ignacio Pignataro | Argentina     | 53.16 |       |
| 8                 | 7    | Gustavo Gutiérrez      | Chile         | 53.17 |       |

### 3.000 metros com obstáculos
20 de junho
| Posição           | Atleta               | Nacionalidade | Tempo   | Notas |
| ----------------- | -------------------- | ------------- | ------- | ----- |
| Medalha de ouro   | Mario Bazán          | Peru          | 8:35.17 |       |
| Medalha de prata  | José Peña            | Venezuela     | 8:36.17 |       |
| Medalha de bronze | Mariano Mastromarino | Argentina     | 8:51.48 |       |
| 4                 | Esteban Coria        | Argentina     | 9:01.67 |       |
| 5                 | Enzo Yañez           | Chile         | 9:04.68 |       |
| 6                 | Gerardo Villacres    | Equador       | 9:04.77 |       |
| 7                 | Raúl Mora            | Chile         | 9:09.58 |       |
| 8                 | Martín Mañana        | Uruguai       | 9:25.95 |       |
| 9                 | Renzo José Lizarraga | Peru          | 9:31.52 |       |
| 10 !              | Alex Fernando        | Brasil        | DNF     |       |
| 10 !              | Cristian Patiño      | Equador       | DNF     |       |
| 10 !              | Gládson Barbosa      | Brasil        | DNF     |       |

### Revezamento 4x100 m
20 de junho
| Posição           | Raia | Nacionalidade | Atletas                                                                    | Tempo | Notas  |
| ----------------- | ---- | ------------- | -------------------------------------------------------------------------- | ----- | ------ |
| Medalha de ouro   | 4    | Colômbia      | Yeison Rivas, John Valoyes, Geiner Mosquera, Daniel Grueso                 | 39.41 |        |
| Medalha de prata  | 3    | Venezuela     | Lannyn Cubillán, Jermaine Chirinos, Álvaro Cassiani, Ronald Amaya          | 40.26 |        |
| Medalha de bronze | 6    | Argentina     | Matías Usandivaras, Fabian Jiménez, Miguel Wilken, José Manuel Garaventa   | 40.76 |        |
| 4                 | 2    | Equador       | John Tamayo, Franklin Nazareno, Hugo Chila, Luis Morán                     | 41.41 |        |
| 5                 | 1    | Peru          | Robert Borja, Rosendo Valiente, Javier McFarlane, Álvaro Romero            | 42.11 |        |
| 6                 | 7    | Bolívia       | Andres Carranza, Fernando Covarrubias, Javier Valenzuela, Leonardo Camargo | 42.40 |        |
| 7                 | 5    | Brasil        | Vicente de Lima, Rafael Ribeiro, Jorge Célio Sena, José Carlos Moreira     | DSQ   | Doping |

### Revezamento 4x400 m
21 de junho
| Posição           | Nacionalidade | Atletas                                                             | Tempo   | Notas    |
| ----------------- | ------------- | ------------------------------------------------------------------- | ------- | -------- |
| Medalha de ouro   | Colômbia      | Yeison Rivas, John Valoyes, Amílcar Torres, Geiner Mosquera         | 3:06.22 |          |
| Medalha de prata  | Brasil        | Luís Ambrósio, Eduardo Vasconcelos, Rodrigo Bargas, Wallace Vieira  | 3:06.85 |          |
| Medalha de bronze | Argentina     | Matías Larregle, Miguel Wilken, Christian Deymonnaz, Fabian Jímenez | 3:11.70 |          |
| 4                 | Chile         | Juan Eduardo López, Andy Muñoz, Gustavo Gutiérrez, Pablo Navarrete  | 3:12.04 |          |
| 5                 | Peru          | Rodrigo Montoya, Julio Alfredo Pérez, Hugo Vilca, José Carlos Vilca | 3:20.85 |          |
| 6                 | Venezuela     | Said Boni, Alberth Bravo, Alberto Aguilar, Freddy Mezones           | DSQ     | R. 170.9 |

### 20 km marcha atlética
21 de junho
| Posição           | Atleta                | Nacionalidade | Tempo     | Notas            |
| ----------------- | --------------------- | ------------- | --------- | ---------------- |
| Medalha de ouro   | Luis Fernando López   | Colômbia      | 1:20:53.6 |                  |
| Medalha de prata  | Yerko Araya           | Chile         | 1:23:08.2 |                  |
| Medalha de bronze | Patricio Ortega       | Equador       | 1:23:30.9 |                  |
| 4                 | Pavel Chihuán         | Peru          | 1:23:55.1 | Recorde nacional |
| 5                 | Mário dos Santos      | Brasil        | 1:25:14.8 |                  |
| 6                 | Juan Manuel Cano      | Argentina     | 1:28:34.8 |                  |
| 7                 | Yashir Cabrera        | Panamá        | 1:32:11.1 |                  |
| 8                 | Alex Tapia            | Peru          | 1:32:27.9 |                  |
| 9                 | Fabio González        | Argentina     | 1:38:40.7 |                  |
| 10 !              | José Alessandro Bagio | Brasil        | DNF       |                  |
| 10 !              | Andrés Chocho         | Equador       | DNF       |                  |
| 11 !              | James Rendón          | Colômbia      | DSQ       |                  |

### Salto em altura
20 de junho
| Posição           | Atleta          | Nacionalidade | Resultado | Notas |
| ----------------- | --------------- | ------------- | --------- | ----- |
| Medalha de ouro   | Jessé de Lima   | Brasil        | 2.16      |       |
| Medalha de prata  | Alberth Bravo   | Venezuela     | 2.13      |       |
| Medalha de bronze | Diego Ferrín    | Equador       | 2.10      |       |
| 4                 | Rafael Guerci   | Argentina     | 2.10      |       |
| 5                 | Arturo Chávez   | Peru          | 1.95      |       |
| 6                 | Guilherme Cobbo | Brasil        | 0.00 !    |       |

### Salto com vara
20 de junho
| Posição           | Atleta                | Nacionalidade | Resultado | Notas  |
| ----------------- | --------------------- | ------------- | --------- | ------ |
| Medalha de ouro   | Fábio Gomes da Silva  | Brasil        | 5.40      |        |
| Medalha de prata  | Marcelo Terra         | Argentina     | 4.80      |        |
| Medalha de bronze | César González        | Venezuela     | 4.80      |        |
| 4                 | Víctor Medina         | Colômbia      | 4.70      |        |
| 5                 | João Gabriel de Souza | Brasil        | DSQ       | Doping |
| 6                 | Francisco Léon        | Peru          | 0.00 !    |        |

### Salto em comprimento
21 de junho
| Posição           | Atleta           | Nacionalidade | Resultado | Notas |
| ----------------- | ---------------- | ------------- | --------- | ----- |
| Medalha de ouro   | Rogério Bispo    | Brasil        | 7.77      |       |
| Medalha de prata  | Erivaldo Vieira  | Brasil        | 7.61      |       |
| Medalha de bronze | Hugo Chila       | Equador       | 7.51      |       |
| 4                 | Emiliano Lasa    | Uruguai       | 7.14      |       |
| 5                 | Javier McFarlane | Peru          | 7.09      |       |
| 6                 | Álvaro Romero    | Peru          | 7.01      |       |
| 7                 | Francisco Pávez  | Argentina     | 6.92      |       |
| 8                 | Hamid Chipunari  | Bolívia       | 6.67      |       |
| 9                 | Miguel Castro    | Equador       | 6.55      |       |
| 10                | Miguel Alfaro    | Bolívia       | 6.37      |       |

### Salto triplo
20 de junho
| Posição           | Atleta                        | Nacionalidade | Resultado | Notas  |
| ----------------- | ----------------------------- | ------------- | --------- | ------ |
| Medalha de ouro   | Jefferson Sabino              | Brasil        | 16.38w    |        |
| Medalha de prata  | Hugo Chila                    | Equador       | 16.12     |        |
| Medalha de bronze | Maximiliano Díaz              | Argentina     | 15.49     |        |
| 4                 | Ronald José Belisario         | Venezuela     | 14.99     |        |
| 5                 | José Adrián Sornoza           | Equador       | 14.90     |        |
| 6                 | Martín Osvaldo Fálico         | Argentina     | 14.70     |        |
| 7                 | Álvaro Romero                 | Peru          | 14.43     |        |
| 8                 | Ivan Ortiz                    | Bolívia       | 13.77     |        |
| 9                 | Leonardo Elisiario dos Santos | Brasil        | DSQ       | Doping |

### Arremesso de peso
20 de junho
| Posição           | Atleta              | Nacionalidade | Resultado | Notas |
| ----------------- | ------------------- | ------------- | --------- | ----- |
| Medalha de ouro   | Germán Lauro        | Argentina     | 19.20     |       |
| Medalha de prata  | Ronald Julião       | Brasil        | 18.19     |       |
| Medalha de bronze | Gustavo de Mendoça  | Brasil        | 17.55     |       |
| 4                 | Marco Antonio Verni | Chile         | 17.45     |       |
| 5                 | Maximiliano Alonso  | Chile         | 16.87     |       |
| 6                 | Jesús Parejo        | Venezuela     | 16.82     |       |
| 7                 | Aldo González       | Bolívia       | 16.77     |       |
| 8                 | Josnner Ortiz       | Venezuela     | 16.40     |       |
| 9                 | Javier Nieto        | Peru          | 16.37     |       |
| 10                | Jorge Mina          | Equador       | 13.99     |       |
| 11                | Edmundo Lizarzaburu | Peru          | 12.69     |       |

### Lançamento de disco
21 de junho
| Posição           | Atleta                | Nacionalidade | Resultado | Notas |
| ----------------- | --------------------- | ------------- | --------- | ----- |
| Medalha de ouro   | Germán Lauro          | Argentina     | 60.41     |       |
| Medalha de prata  | Jorge Balliengo       | Argentina     | 58.04     |       |
| Medalha de bronze | Ronald Julião         | Brasil        | 54.97     |       |
| 4                 | Jesús Parejo          | Venezuela     | 54.72     |       |
| 5                 | Max Xavier dos Santos | Brasil        | 54.06     |       |
| 6                 | Maximiliano Alonso    | Chile         | 53.71     |       |
| 7                 | Rodolfo Casanova      | Uruguai       | 48.22     |       |
| 8                 | Javier Nieto          | Peru          | 45.19     |       |
| 9                 | David Juros           | Peru          | 00.00 !   |       |

### Lançamento de martelo
20 de junho
| Posição           | Atleta             | Nacionalidade | Resultado | Notas            |
| ----------------- | ------------------ | ------------- | --------- | ---------------- |
| Medalha de ouro   | Juan Ignacio Cerra | Argentina     | 69.42     |                  |
| Medalha de prata  | Patricio Palma     | Chile         | 68.53     |                  |
| Medalha de bronze | Eduardo Acuña      | Peru          | 67.26     | Recorde nacional |
| 4                 | Wagner Domingos    | Brasil        | 67.10     |                  |
| 5                 | Roberto Saez       | Chile         | 65.80     |                  |
| 6                 | Aldo Bello         | Venezuela     | 63.20     |                  |
| 7                 | Allan Wolski       | Brasil        | 60.38     |                  |
| 8                 | Gilbert Volta      | Peru          | 47.60     |                  |

### Lançamento de dardo
20 de junho
| Posição           | Atleta                  | Nacionalidade | Resultado | Notas            |
| ----------------- | ----------------------- | ------------- | --------- | ---------------- |
| Medalha de ouro   | Arley Ibargüen          | Colômbia      | 81.07     | Recorde nacional |
| Medalha de prata  | Noraldo Palacios        | Colômbia      | 77.87     |                  |
| Medalha de bronze | Júlio César de Oliveira | Brasil        | 73.51     |                  |
| 4                 | Luiz Fernando da Silva  | Brasil        | 72.54     |                  |
| 5                 | Ignacio Guerra          | Chile         | 69.63     |                  |
| 6                 | Víctor Fatecha          | Paraguai      | 67.59     |                  |
| 7                 | François Pouzet         | Chile         | 64.79     |                  |
| 8                 | Jorge Gustavo Quiñones  | Peru          | 59.55     |                  |
| 9                 | Michael Musselman       | Peru          | 58.93     |                  |

### Decatlo
| Pos.              | Atleta                | Nacionalidade | 100 m | SD   | AP    | SA   | 400 m | 110 m C/B | AD    | SV   | LD    | 1500 m  | PG   | Notas |
| ----------------- | --------------------- | ------------- | ----- | ---- | ----- | ---- | ----- | --------- | ----- | ---- | ----- | ------- | ---- | ----- |
| Medalha de ouro   | Carlos Eduardo Chinin | Brasil        | 11.07 | 7.10 | 13.51 | 1.96 | 49.63 | 14.88     | 40.59 | 4.40 | 53.30 | 4:55.87 | 7474 |       |
| Medalha de prata  | Oscar Mina            | Equador       | 10.92 | 6.44 | 11.86 | 1.96 | 49.67 | 16.75     | 38.82 | 3.50 | 48.04 | 4:58.57 | 6659 |       |
| Medalha de bronze | Fernando Korniejczuk  | Argentina     | 11.67 | 6.58 | 11.85 | 1.90 | 53.66 | 15.46     | 36.00 | 4.10 | 49.86 | 5:11.39 | 6505 |       |
| 4                 | Victorio Gotuzo       | Peru          | 11.45 | 6.40 | 11.87 | 1.93 | 52.37 | 16.33     | 33.63 | 3.00 | 47.20 | 4:37.76 | 6316 |       |
| 5                 | Richard Minda         | Equador       | 11.86 | 5.65 | 12.45 | 1.84 | 52.37 | 16.70     | 33.53 | 2.90 | 47.53 | 5:16.09 | 5032 |       |
| 6                 | Ânderson Venâncio     | Brasil        | 11.04 | 7.00 | 12.30 | 1.60 | –     | –         | –     | –    | –     | –       | DNF  |       |
| 7                 | Gerardo Canale        | Argentina     | 11.75 | 6.47 | 12.64 | –    | –     | –         | –     | –    | –     | –       | DNF  |       |
| 8                 | Humberto Suarez       | Peru          | 12.54 | 5.09 | 10.96 | –    | –     | –         | –     | –    | –     | –       | DNF  |       |

## Resultado feminino

### 100 metros
| Posição | Bateria | Atleta           | Nacionalidade | Tempo | Notas |
| ------- | ------- | ---------------- | ------------- | ----- | ----- |
| 1       | 2       | Felipa Palacios  | Colômbia      | 11.86 | Q     |
| 2       | 2       | Thaissa Presti   | Brasil        | 11.91 | Q     |
| 3       | 1       | Lucimar de Moura | Brasil        | 11.92 | Q     |
| 4       | 1       | Nelcy Caicedo    | Colômbia      | 12.06 | Q     |
| 5       | 2       | Carmen Chourio   | Venezuela     | 12.20 | Q     |
| 6       | 1       | Karla Mendoza    | Peru          | 12.25 | Q     |
| 7       | 2       | Maitte Zamorano  | Bolívia       | 12.41 | q     |
| 8       | 1       | Nancy Garcés     | Venezuela     | 12.46 | q     |
| 9       | 1       | Sunayna Wahi     | Suriname      | 12.47 |       |
| 10      | 2       | Paola Mautino    | Peru          | 12.49 |       |
| 11      | 2       | Liliana Nuñez    | Equador       | 12.51 |       |

| Posição           | Raia | Atleta           | Nacionalidade | Tempo | Notas |
| ----------------- | ---- | ---------------- | ------------- | ----- | ----- |
| Medalha de ouro   | 3    | Lucimar de Moura | Brasil        | 11.59 |       |
| Medalha de prata  | 4    | Felipa Palacios  | Colômbia      | 11.79 |       |
| Medalha de bronze | 5    | Thaissa Presti   | Brasil        | 11.85 |       |
| 4                 | 6    | Nelcy Caicedo    | Colômbia      | 11.99 |       |
| 5                 | 7    | Karla Mendoza    | Peru          | 12.17 |       |
| 6                 | 2    | Carmen Chourio   | Venezuela     | 12.22 |       |
| 7                 | 8    | Nancy Garcés     | Venezuela     | 12.28 |       |
| 8                 | 1    | Maitte Zamorano  | Bolívia       | 12.68 |       |

### 200 metros
| Posição | Bateria | Atleta            | Nacionalidade | Tempo | Notas |
| ------- | ------- | ----------------- | ------------- | ----- | ----- |
| 1       | 2       | Norma González    | Colômbia      | 24.42 | Q     |
| 2       | 2       | Thaissa Presti    | Brasil        | 24.67 | Q     |
| 3       | 1       | Jennifer Padilla  | Colômbia      | 24.68 | Q     |
| 4       | 2       | Carmen Chourio    | Venezuela     | 24.89 | Q     |
| 5       | 1       | Erika Chávez      | Equador       | 24.97 | Q     |
| 6       | 1       | Sunayna Wahi      | Suriname      | 25.14 | Q     |
| 7       | 2       | Karla Mendoza     | Peru          | 25.26 | q     |
| 8       | 2       | Liliana Nuñez     | Equador       | 25.28 | q     |
| 9       | 1       | Nancy Garcés      | Venezuela     | 25.70 |       |
| 10      | 2       | Maira Cano        | Bolívia       | 26.00 |       |
| 11      | 1       | Amanda Quispe     | Peru          | 26.17 |       |
| 12      | 1       | Evelyn dos Santos | Brasil        | DNS   |       |

| Posição           | Raia | Atleta           | Nacionalidade | Tempo | Notas |
| ----------------- | ---- | ---------------- | ------------- | ----- | ----- |
| Medalha de ouro   | 4    | Norma González   | Colômbia      | 23.73 |       |
| Medalha de prata  | 5    | Thaissa Presti   | Brasil        | 23.85 |       |
| Medalha de bronze | 3    | Jennifer Padilla | Colômbia      | 24.23 |       |
| 4                 | 2    | Erika Chávez     | Equador       | 24.45 |       |
| 5                 | 7    | Sunayna Wahi     | Suriname      | 25.04 |       |
| 6                 | 1    | Karla Mendoza    | Peru          | 25.05 |       |
| 7                 | 6    | Carmen Chourio   | Venezuela     | 25.23 |       |
| 8                 | 8    | Liliana Nuñez    | Equador       | 25.32 |       |

### 400 metros
| Posição | Bateria | Atleta          | Nacionalidade | Tempo | Notas |
| ------- | ------- | --------------- | ------------- | ----- | ----- |
| 1       | 2       | Emmily Pinheiro | Brasil        | 53.76 | Q     |
| 2       | 2       | María Idrobo    | Colômbia      | 53.78 | Q     |
| 3       | 1       | Norma González  | Colômbia      | 54.45 | Q     |
| 4       | 1       | Jailma de Lima  | Brasil        | 54.73 | Q     |
| 5       | 1       | Lucy Jaramillo  | Equador       | 56.59 | Q     |
| 6       | 2       | Claudia Meneses | Peru          | 56.68 | Q     |
| 7       | 2       | Erika Chávez    | Equador       | 56.74 | q     |
| 8       | 1       | Maira Cano      | Bolívia       | 59.08 | q     |
| 9       | 1       | Monica Vera     | Peru          | 59.77 |       |

| Posição           | Raia | Atleta          | Nacionalidade | Tempo | Notas |
| ----------------- | ---- | --------------- | ------------- | ----- | ----- |
| Medalha de ouro   | 3    | Norma González  | Colômbia      | 52.62 |       |
| Medalha de prata  | 4    | Emmily Pinheiro | Brasil        | 52.73 |       |
| Medalha de bronze | 6    | Jailma de Lima  | Brasil        | 52.95 |       |
| 4                 | 5    | María Idrobo    | Colômbia      | 53.54 |       |
| 5                 | 2    | Lucy Jaramillo  | Equador       | 55.74 |       |
| 6                 | 1    | Erika Chávez    | Equador       | 56.58 |       |
| 7                 | 7    | Claudia Meneses | Peru          | 57.21 |       |
| 8                 | 8    | Maira Cano      | Bolívia       | DSQ   |       |

### 800 metros
21 de junho
| Posição           | Atleta                | Nacionalidade | Tempo   | Notas  |
| ----------------- | --------------------- | ------------- | ------- | ------ |
| Medalha de ouro   | Rosibel García        | Colômbia      | 2:05.21 |        |
| Medalha de prata  | Christiane dos Santos | Brasil        | 2:06.72 |        |
| Medalha de bronze | Muriel Coneo          | Colômbia      | 2:07.32 |        |
| 4                 | Andrea Ferris         | Panamá        | 2:07.33 |        |
| 5                 | Daysi Ugarte          | Bolívia       | 2:09.17 |        |
| 6                 | María Osorio          | Venezuela     | 2:11.40 |        |
| 7                 | María Corozo          | Equador       | 2:14.58 |        |
| 8                 | Cynthia Fuentes       | Peru          | 2:15.56 |        |
| 9                 | Josiane Tito          | Brasil        | DSQ     | Doping |

### 1.500 metros
19 de junho
| Posição           | Atleta           | Nacionalidade | Tempo   | Notas |
| ----------------- | ---------------- | ------------- | ------- | ----- |
| Medalha de ouro   | Rosibel García   | Colômbia      | 4:20.30 |       |
| Medalha de prata  | Muriel Coneo     | Colômbia      | 4:23.38 |       |
| Medalha de bronze | Rosa Godoy       | Argentina     | 4:23.63 |       |
| 4                 | Andrea Ferris    | Panamá        | 4:24.14 |       |
| 5                 | Nicole Manriquez | Chile         | 4:25.12 |       |
| 6                 | María Osorio     | Venezuela     | 4:26.50 |       |
| 7                 | Geisiane de Lima | Brasil        | 4:26.78 |       |
| 8                 | Rocío Huillca    | Peru          | 4:32.18 |       |
| 9                 | Jenifer Silva    | Brasil        | 4:32.52 |       |
| 10                | Mariela Alvarez  | Peru          | 4:32.59 |       |
| 11                | Viviana Acosta   | Equador       | 4:39.63 |       |

### 5.000 metros
19 de junho
| Posição           | Atleta            | Nacionalidade | Tempo    | Notas            |
| ----------------- | ----------------- | ------------- | -------- | ---------------- |
| Medalha de ouro   | Inés Melchor      | Peru          | 16:00.41 | Recorde nacional |
| Medalha de prata  | Sueli Silva       | Brasil        | 16:14.95 |                  |
| Medalha de bronze | Rosa Chacha       | Equador       | 16:17.75 |                  |
| 4                 | María Elena Calle | Equador       | 16:36.95 |                  |
| 5                 | Bertha Sánchez    | Colômbia      | 16:42.19 |                  |
| 6                 | Roxana Preussler  | Argentina     | 16:53.98 |                  |
| 7                 | Clara Morales     | Chile         | 17:00.38 |                  |
| 8                 | María Peralta     | Argentina     | 17:21.06 |                  |
| 9                 | Rocío Cantara     | Peru          | 17:23.27 |                  |
| 10 !              | Ángela Figueroa   | Colômbia      | DNF      |                  |
| 10 !              | Érika Olivera     | Chile         | DNF      |                  |

### 10.000 metros
19 de junho
| Posição           | Atleta           | Nacionalidade | Tempo    | Notas            |
| ----------------- | ---------------- | ------------- | -------- | ---------------- |
| Medalha de ouro   | Inés Melchor     | Peru          | 33:11.79 | Recorde nacional |
| Medalha de prata  | Nonata Cruz      | Brasil        | 33:36.60 |                  |
| Medalha de bronze | Sueli Silva      | Brasil        | 33:47.15 |                  |
| 4                 | Rosa Chacha      | Equador       | 34:51.14 |                  |
| 5                 | Bertha Sánchez   | Colômbia      | 35:07.82 |                  |
| 6                 | Roxana Preussler | Argentina     | 35:20.43 |                  |
| 7                 | Rocío Cantara    | Peru          | 35:37.99 |                  |
| 8                 | Clara Morales    | Chile         | 35:48.70 |                  |
| 9                 | Érika Olivera    | Chile         | DNS      |                  |
| 9                 | María Peralta    | Argentina     | DNS      |                  |

### 100 metros barreiras
| Posição | Bateria | Atleta                | Nacionalidade | Tempo | Notas |
| ------- | ------- | --------------------- | ------------- | ----- | ----- |
| 1       | 1       | Briggite Merlano      | Colômbia      | 13.48 | Q     |
| 2       | 2       | Fabiana Morães        | Brasil        | 13.53 | Q     |
| 3       | 2       | Francisca Guzmán      | Chile         | 13.64 | Q     |
| 4       | 1       | Gisele de Albuquerque | Brasil        | 13.85 | Q     |
| 5       | 1       | Soledad Donzino       | Argentina     | 14.16 | Q     |
| 6       | 2       | María Ruiz            | Equador       | 14.69 | Q     |
| 7       | 1       | Ljubica Milos         | Chile         | 14.85 | q     |
| 8       | 1       | Eliana Ayin           | Peru          | 15.58 | q     |
| 9       | 2       | Hilma Riesco          | Peru          | DNF   |       |

| Posição           | Raia | Atleta                | Nacionalidade | Tempo | Notas |
| ----------------- | ---- | --------------------- | ------------- | ----- | ----- |
| Medalha de ouro   | 4    | Briggite Merlano      | Colômbia      | 13.22 |       |
| Medalha de prata  | 2    | Soledad Donzino       | Argentina     | 13.48 |       |
| Medalha de bronze | 5    | Fabiana Morães        | Brasil        | 13.56 |       |
| 4                 | 3    | Francisca Guzmán      | Chile         | 13.57 |       |
| 5                 | 6    | Gisele de Albuquerque | Brasil        | 13.93 |       |
| 6                 | 1    | Ljubica Milos         | Chile         | 14.56 |       |
| 7                 | 8    | Eliana Ayin           | Peru          | 15.79 |       |
| 8                 | 7    | María Ruiz            | Equador       | DNS   |       |

### 400 metros barreiras
| Posição | Bateria | Atleta            | Nacionalidade | Tempo   | Notas  |
| ------- | ------- | ----------------- | ------------- | ------- | ------ |
| 1       | 1       | Madelene Rondón   | Venezuela     | 1:00.60 | Q      |
| 2       | 1       | Lucy Jaramillo    | Equador       | 1:00.68 | Q      |
| 3       | 1       | Déborah Rodríguez | Uruguai       | 1:00.74 | q      |
| 4       | 2       | Princesa Oliveros | Colômbia      | 1:02.38 | Q      |
| 5       | 2       | Karina Caicedo    | Equador       | 1:03.21 | Q      |
| 6       | 2       | Claudia Meneses   | Peru          | 1:03.31 | q      |
| 7       | 1       | Rocío Rodrich     | Peru          | 1:03.58 |        |
| 8       | 2       | Alison Sánchez    | Bolívia       | 1:05.08 |        |
| 9       | 1       | Adriana Mejia     | Bolívia       | 1:06.77 |        |
| 10      | 1       | Lucimar Teodoro   | Brasil        | DSQ     | Doping |
| 10      | 2       | Luciana França    | Brasil        | DSQ     | Doping |

| Posição           | Raia | Atleta            | Nacionalidade | Tempo   | Notas  |
| ----------------- | ---- | ----------------- | ------------- | ------- | ------ |
| Medalha de ouro   | 3    | Madelene Rondón   | Venezuela     | 58.29   |        |
| Medalha de prata  | 6    | Lucy Jaramillo    | Equador       | 58.45   |        |
| Medalha de bronze | 7    | Princesa Oliveros | Colômbia      | 58.67   |        |
| 4                 | 2    | Déborah Rodríguez | Uruguai       | 1:00.07 |        |
| 5                 | 8    | Claudia Meneses   | Peru          | 1:02.02 |        |
| 6                 | 1    | Karina Caicedo    | Equador       | 1:05.19 |        |
| 7                 | 4    | Lucimar Teodoro   | Brasil        | DSQ     | Doping |
| 7                 | 5    | Luciana França    | Brasil        | DSQ     | Doping |

### 3.000 metros com obstáculos
20 de junho
| Posião            | Atleta           | Nacionalidade | Tempo    | Notas |
| ----------------- | ---------------- | ------------- | -------- | ----- |
| Medalha de ouro   | Sabine Heitling  | Brasil        | 9:52.54  |       |
| Medalha de prata  | Ángela Figueroa  | Colômbia      | 9:54.83  |       |
| Medalha de bronze | Rosa Godoy       | Argentina     | 10:12.95 |       |
| 4                 | Patrícia Lobo    | Brasil        | 10:33.68 |       |
| 5                 | Rocío Huillca    | Peru          | 10:41.21 |       |
| 6                 | Faustina Huamani | Peru          | 10:45.60 |       |
| 7                 | Marlene Acuña    | Equador       | 10:55.71 |       |

### Revezamento 4x100 m
20 de junho
| Posição           | Raia | Nacionalidade | Atletas                                                               | Tempo | Notas |
| ----------------- | ---- | ------------- | --------------------------------------------------------------------- | ----- | ----- |
| Medalha de ouro   | 4    | Colômbia      | Felipa Palacios, María Idrobo, Darlenys Obregón, Norma González       | 44.18 |       |
| Medalha de prata  | 5    | Brasil        | Rosemar Coelho Neto, Lucimar de Moura, Thaissa Presti, Jailma de Lima | 44.52 |       |
| Medalha de bronze | 2    | Equador       | Lorena Mina, Karina Caicedo, Liliana Nuñez, Erika Chávez              | 47.20 |       |
| 4                 | 6    | Peru          | Karla Mendoza, Paola Mautino, Hilma Riesco, Roxana Mendoza            | 48.18 |       |
| 5                 | 1    | Bolívia       | Lupita Rojas, Maira Cano, Alison Sánchez, Adriana Mejia               | 48.46 |       |

### Revezamento 4x400 m
21 de junho
| Posição           | Nacionalidade | Atletas                                                          | Tempo   | Notas            |
| ----------------- | ------------- | ---------------------------------------------------------------- | ------- | ---------------- |
| Medalha de ouro   | Brasil        | Geisa Coutinho, Sheila Ferreira, Jailma de Lima, Emmily Pinheiro | 3:32.69 |                  |
| Medalha de prata  | Colômbia      | Kelly López, María Idrobo, Jennifer Padilla, Norma González      | 3:35.83 |                  |
| Medalha de bronze | Equador       | Karina Caicedo, Erika Chávez, María Corozo, Lucy Jaramillo       | 3:45.99 |                  |
| 4                 | Bolívia       | Adriana Mejia, Daysi Ugarte, Alison Sánchez, Maira Cano          | 3:51.33 | Recorde nacional |
| 5                 | Peru          | Monica Vera, Rocío Rodrich, Cynthia Fuentes, Claudia Meneses     | 3:54.18 |                  |

### 20 km marcha atlética
20 de junho
| Posição           | Atleta                | Nacionalidade | Tempo     | Notas |
| ----------------- | --------------------- | ------------- | --------- | ----- |
| Medalha de ouro   | Johana Ordóñez        | Equador       | 1:34:57.9 |       |
| Medalha de prata  | Sandra Zapata         | Colômbia      | 1:35:53.2 |       |
| Medalha de bronze | Tania Regina Spindler | Brasil        | 1:36:31.7 |       |
| 4                 | Cisiane Lopes         | Brasil        | 1:36:38.5 |       |
| 5                 | Milanggela Rosales    | Venezuela     | 1:39:17.3 |       |
| 6                 | Farilus Morales       | Peru          | 1:42:04.9 |       |
| 7                 | Fanny Huaman          | Peru          | 1:44:02.9 |       |
| 8                 | Claudia Cornejo       | Bolívia       | DSQ       |       |
| 8                 | Jannet Mamani         | Bolívia       | DSQ       |       |
| 8                 | Paola Pérez           | Equador       | DQ        |       |
| 8                 | Josette Sepúlveda     | Chile         | DSQ       |       |

### Salto em altura
20 de junho
| Posição           | Atleta            | Nacionalidade | Resultado | Notas |
| ----------------- | ----------------- | ------------- | --------- | ----- |
| Medalha de ouro   | Caterine Ibargüen | Colômbia      | 1.88      |       |
| Medalha de prata  | Solange Witteveen | Argentina     | 1.85      |       |
| Medalha de bronze | Mônica de Freitas | Brasil        | 1.82      |       |
| 4                 | Eliana da Silva   | Brasil        | 1.76      |       |
| 5                 | Florencia Vergara | Chile         | 1.73      |       |
| 6                 | Gabriela Saravia  | Peru          | 1.65      |       |
| 7                 | Adriana Ortiz     | Peru          | 0.00 !    |       |

### Salto com vara
19 de junho
| Posição           | Atleta            | Nacionalidade | Resultado | Notas |
| ----------------- | ----------------- | ------------- | --------- | ----- |
| Medalha de ouro   | Fabiana Murer     | Brasil        | 4.60      |       |
| Medalha de prata  | Carolina Torres   | Chile         | 4.10      |       |
| Medalha de bronze | Alejandra García  | Argentina     | 4.10      |       |
| 4                 | Karla da Silva    | Brasil        | 4.00      |       |
| 5                 | Milena Agudelo    | Colômbia      | 4.00      |       |
| 6                 | Daniela Inchausti | Argentina     | 3.90      |       |

### Salto em comprimento
21 de junho
| Posição           | Atleta             | Nacionalidade | Resultado | Notas  |
| ----------------- | ------------------ | ------------- | --------- | ------ |
| Medalha de ouro   | Keila Costa        | Brasil        | 6.62      |        |
| Medalha de prata  | Andrea Morales     | Argentina     | 5.78      |        |
| Medalha de bronze | Verónica Davis     | Venezuela     | 5.60      |        |
| 4                 | Lorena Mina        | Equador       | 5.49      |        |
| 5                 | Giuliana Franciosi | Peru          | 5.45      |        |
| 6                 | Gilda Massa        | Peru          | 5.38      |        |
| 7                 | Carla Cavero       | Bolívia       | 5.30      |        |
| 8                 | Johanna Triviño    | Colômbia      | DSQ       | Doping |
| 8                 | Fernanda Gonçalves | Brasil        | DSQ       | Doping |

### Salto triplo
21 de junho
| ´Posição          | Atleta             | Nacionalidade | Resultado | Notas  |
| ----------------- | ------------------ | ------------- | --------- | ------ |
| Medalha de ouro   | Caterine Ibargüen  | Colômbia      | 13.93     |        |
| Medalha de prata  | Verónica Davis     | Venezuela     | 13.83     |        |
| Medalha de bronze | Tânia da Silva     | Brasil        | 13.38     |        |
| 4                 | Fernanda Gonçalves | Brasil        | 13.08     |        |
| 5                 | Lorena Mina        | Equador       | 12.73     |        |
| 6                 | Solange Witteveen  | Argentina     | 12.53     |        |
| 7                 | Carla Cavero       | Bolívia       | 11.79     |        |
| 8                 | Francesca Oliva    | Peru          | 11.62     |        |
| 09 !              | Johanna Triviño    | Colômbia      | DSQ       | Doping |
| 10 !              | Andrea Ruiz        | Peru          | 00.00 !   |        |

### Arremesso de peso
21 de junho
| Posição           | Atleta             | Nacionalidade | Resultado | Notas |
| ----------------- | ------------------ | ------------- | --------- | ----- |
| Medalha de ouro   | Natalia Ducó       | Chile         | 17.73     |       |
| Medalha de prata  | Elisângela Adriano | Brasil        | 16.63     |       |
| Medalha de bronze | Andréa Pereira     | Brasil        | 16.16     |       |
| 4                 | Luz Dary Castro    | Colômbia      | 15.28     |       |
| 5                 | Alessandra Gamboa  | Peru          | 13.81     |       |
| 6                 | Karen Gallardo     | Chile         | 12.93     |       |
| 7                 | Claudia Monteverde | Peru          | 11.36     |       |

### Lançamento de disco
20 de junho
| Posição           | Atleta             | Nacionalidade | Resultado | Notas |
| ----------------- | ------------------ | ------------- | --------- | ----- |
| Medalha de ouro   | Elisângela Adriano | Brasil        | 61.00     |       |
| Medalha de prata  | Karen Gallardo     | Chile         | 55.91     |       |
| Medalha de bronze | María Cubillán     | Venezuela     | 54.07     |       |
| 4                 | Rocío Comba        | Argentina     | 51.72     |       |
| 5                 | Andressa de Morais | Brasil        | 51.36     |       |
| 6                 | Luz Dary Castro    | Colômbia      | 48.38     |       |
| 7                 | Odette Palma       | Chile         | 40.46     |       |
| 8                 | María Ramos        | Peru          | 40.46     |       |
| 9                 | Claudia Monteverde | Peru          | 37.41     |       |

### Lançamento de martelo
19 de junho
| Posição           | Atleta             | Nacionalidade | Resultado | Notas |
| ----------------- | ------------------ | ------------- | --------- | ----- |
| Medalha de ouro   | Johana Moreno      | Colômbia      | 65.79     |       |
| Medalha de prata  | Odette Palma       | Chile         | 64.55     |       |
| Medalha de bronze | Jennifer Dahlgren  | Argentina     | 63.81     |       |
| 4                 | Rosa Rodríguez     | Venezuela     | 60.66     |       |
| 5                 | Katiuscia de Jesus | Brasil        | 60.20     |       |
| 6                 | Andressa de Morais | Brasil        | 58.12     |       |
| 7                 | Zuleima Mina       | Equador       | 52.32     |       |
| 8                 | Karina Córdova     | Peru          | 42.86     |       |
| 9                 | Estela Parodi      | Peru          | 40.66     |       |

### Lançamento de dardo
19 de junho
| Posição           | Atleta              | Nacionalidade | Resultado | Notas |
| ----------------- | ------------------- | ------------- | --------- | ----- |
| Medalha de ouro   | Alessandra Resende  | Brasil        | 56.36     |       |
| Medalha de prata  | Jucilene de Lima    | Brasil        | 54.37     |       |
| Medalha de bronze | Diana Rivas         | Colômbia      | 52.83     |       |
| 4                 | María González      | Venezuela     | 51.75     |       |
| 5                 | Romina Maggi        | Argentina     | 51.21     |       |
| 6                 | Antonella Romagnini | Argentina     | 45.94     |       |
| 7                 | Noelia Paredes      | Peru          | 43.52     |       |
| 8                 | Nadia Requena       | Peru          | 38.47     |       |

### Heptatlo
| Colocação         | Atleta             | Nacionalidade | 100 m C/B | SA   | AP    | 200 m | SD   | LD    | 800 m   | Total | Notas            |
| ----------------- | ------------------ | ------------- | --------- | ---- | ----- | ----- | ---- | ----- | ------- | ----- | ---------------- |
| Medalha de ouro   | Vanessa Spinola    | Brasil        | 14.43     | 1.64 | 13.41 | 24.86 | 5.46 | 43.82 | 2:22.29 | 5578  |                  |
| Medalha de prata  | Macarena Reyes     | Chile         | 14.27     | 1.67 | 10.10 | 25.48 | 5.97 | 33.40 | 2:18.75 | 5360  | Recorde nacional |
| Medalha de bronze | Soledad Donzino    | Argentina     | 13.53     | 1.67 | 10.07 | 25.60 | 5.68 | 37.12 | 2:37.28 | 5200  |                  |
| 4                 | Agustina Zerboni   | Argentina     | 14.05     | 1.64 | 11.70 | 25.99 | 5.84 | 33.10 | 2:41.03 | 5090  |                  |
| 5                 | Ana Camila Pirelli | Paraguai      | 16.00     | 1.58 | 12.01 | 26.98 | 5.12 | 36.70 | 2:25.01 | 4754  |                  |
| 6                 | Melissa Arana      | Peru          | 16.63     | 1.43 | 8.75  | 27.46 | 4.62 | 30.48 | 2:29.51 | 3949  |                  |
| 7                 | Lucimara da Silva  | Brasil        | –         | –    | –     | –     | –    | –     | –       | DSQ   | Doping           |

Legenda
| Recorde mundial       | Recorde mundial (World record)               |                       | Recorde africano                      | Recorde africano (African) |                                           | Q | Classificado por posição (Qualified) |
| Recorde do campeonato | Recorde do campeonato (Championship record)  | Recorde da América    | Recorde da América (Americas)         | q                          | Classificado por melhor tempo (Qualified) |   |                                      |
| Melhor marca do ano   | Melhor marca do ano (World leading)          | Recorde asiático      | Recorde asiático (Asian)              | DNS                        | Não largou (Did not start)                |   |                                      |
| Recorde nacional      | Recorde nacional (National record)           | Recorde europeu       | Recorde europeu (European)            | DNF                        | Não terminou (Did not finish)             |   |                                      |
| Recorde pessoal       | Recorde pessoal do atleta (Personal best)    | Recorde da Oceania    | Recorde da Oceania (Oceania)          | DSQ / DQ                   | Desclassificado (Disqualified)            |   |                                      |
| Recorde da temporada  | Recorde da temporada do atleta (Season best) | Recorde sul-americano | Recorde sul-americano (South America) | NM                         | Sem marca (No mark)                       |   |                                      |